# Batavia (skib)
 For alternative betydninger, se Batavia. (Se også artikler, som begynder med Batavia)
Batavia var et sejlskib fra det Nederlandske Ostindiske Kompagni. På den første rejse i 1629 løb den på et rev før Australien og sank. Blandt de overlevende fra skibsbruddet kom der til mytteri og massakre. En original kopi af skibet blev fra 1985 til 1995 bygget på skibsmuseet Bataviawerf i den hollandske by Lelystad, hvor den er udstillet ved siden af museet.

## VOC-skibet
Batavia var en ostindiefarer (hollandsk: Spiegelretourschip), der var beregnet til transport af gods mellem de Forenede Nederlande og bosættelser, byer og fæstninger tilhørende det Nederlandske Ostindiske Kompagni (V.O.C). Fra Nederlandene transporterede skibene som regel våben og mursten til bebyggelserne og fæstningerne og sølv- og guldmønter til køb af asiatiske varer. På tilbagevejen i retning af Europa blev der fragtet krydderier, tekstiler og kinesisk keramik. I begge retninger blev der endvidere befordret beklædning, værktøj for skibe og soldater.
Batavia blev fra den 17. marts 1626 til 1628 i løbet af 183.000 arbejdstimer bygget på Peperværftet i Amsterdam for VOC. Skibet blev bygget af friskt egegetræ. Skibet var en råsejler med tre master (mesanmast, stormast og fokkemast). På den nederste del af mesanmasten befandt (undermesansejlet) (latinersejl) sig. Foruden kunne man ved bovsprydet sætte blindesejlet (sejlets funktion var at give skibet fremdrift ved hjælp af sidevinden). Batavia endte i hækområdet med et glat agterspejl, der var kronet med Amsterdams byvåben. I agterspejlet var der integreret et galleri, som udmundede i et på siden anbragt sidegalleri. Påsat på hækspejlet befandt der sig en stor lanterne. Hækspejlet var gennemtrukket af flere friser, som optisk blev støttet af flere statuer. Ligesom på mange andre nederlandske sejlkrigsskibe var Batavias bov udsmykket med en løve som galionsfigur. Skibsskroget var klinkbygget. Opbygningen den forreste del af skibsdækket (bak, agterdæk og kahytter var sandsynligvis planket overlappende, som var den nederlandske byggemåde i den tidsperiode.
Sammen med to andre skibe sejlede Batavia under befaling af kaptajn Ariaen Jakobsz den 29. oktober 1628 fra Texel ud på sin første rejse.
På store VOC skibe som Batavia var der en overkøbmand og underkøbmand, som formelt stod over kaptajnen og dermed kunne give kaptajnen ordrer. Den overordnede ledelse på Batavia havde den kommercielt ansvarlige overkøbmand Francisco Pelsaert. Han havde fuldmagt til at bestemme skibets rejsemål og i målhavnen sælge VOC varerne så dyrt som muligt og at købe de nye varer til hjemturen.

## Skibskatastrofe, mytteri, overlevelsesdrama 1629
I Atlanterhavet mistede Batavia kontakten med de to andre skibe, som man oprindeligt forlod Nederlandene sammen med. Den 14. april 1629 nåede skibet Kap Det Gode Håb og blev der i otte dage for at proviantere.
På grund af de daværende navigationsmuligheder og de endnu ikke kortlagte kystforløb kom skibet for nær til den australske kyst. Den 4. juni 1629 løb skibet på et rev ud for Wallabi-øerne, cirka 60 km før den australske vestkyst. Det iblandt søfolk kendte farlige rev var indtegnet på søkortet, men kaptajn Ariaen Jakobsz havde beregnet skibets position forkert. Den vagthavende udkig troede, at revets brænding, der typisk er tegn på lavvande, var lyset fra bølger set i måneskinslys.
Ti mennesker døde under den seks måneder lange rejse. Ved havariet omkom 20 personer. Ved udsejlingen var antallet af besætninger og passagerer, derunder også kvinder og børn, i alt 332 personer. Ved havariet befandt der sig 270 personer under Dæk (skib)|dæk, deraf 150 sømænd – 50 sømænd havde vagt.
Se også søsterskibet Westerbeek fra 1722

## Galleri
Original kopi af museumsskibet Batavia, skibsmuseet Bataviawerf, Lelystad i nærheden af Amsterdam
- Batavia i sit rette element
- Bativia ved sin museumskaj
- Bativias bov
- Bativias hæk
- Bativias hæk
- Bativias kanoner
- Værktøjet til kanonerne
- Bativias kloset